# Everton Kempes dos Santos Gonçalves
Everton Kempes dos Santos Gonçalves (født 3. august 1982, død 28. november 2016) var en brasiliansk fodboldspiller.